# Tesla Model X
De Tesla Model X is een elektrische SUV van het merk Tesla. Het is de grotere broer van de Model S. 

## Geschiedenis
De eerste leveringen vonden plaats in september 2015, voornamelijk aan bekende personen die veel voor Tesla hebben betekend, zoals Larry Page. In 2015 werden slechts 208 Model X-auto's aan klanten afgeleverd, maar in totaal 507 geproduceerd.  In augustus 2015 stonden er ruim 30.000 reserveringen in de boeken en ook de volledige productiecapaciteit voor 2016 is reeds gereserveerd. In Nederland zijn de eerste Model X-exemplaren pas in 2016 geleverd.
In 2021 heeft Tesla de Model X een facelift gegeven. Het exterieur is grotendeels onveranderd, maar het interieur is vernieuwd. Zo heeft de Model X een nieuw stuur, een groot horizontaal display en een tweede display voor mede-passagiers.

## Kenmerken
Het snelste model (Ludicrous Performance) van de Model X kan versnellen van 0 tot 100 km/h in 2,9 seconden, waarmee het volgens Elon Musk de snelste SUV ter wereld is. De Model X heeft vleugeldeuren voor de achterpassagiers, bij Tesla 'falcon-wings' genaamd, die naar boven toe opengaan. De sensoren van de vleugeldeuren kosten Tesla echter de nodige hoofdbrekens en zijn onderwerp van verschillende software-updates geweest. Verder heeft de Model X standaard vierwielaandrijving met op elke as een eigen elektromotor. 
Nieuw voor een volledig elektrische auto is ook dat deze een trekhaak standaard heeft. Een van de andere noviteiten van deze auto is het "Biohazard"-luchtfilter, dat operatiekamer-kwaliteit gefilterde lucht in de auto geeft. 
De Tesla Model X is beschikbaar in een 5, 6 en 7 persoonsversie. 40% van de onderdelen worden gedeeld met de Model S.
De auto is net als de Model S altijd online met een 4G-verbinding en krijgt nieuwe functies via draadloze softwareupdates. De Model X beschikt ook over semi-autonome functies onder de naam AutoPilot, waarmee de auto deels zelfstandig kan rijden, maar met automobilist achter het stuur. Met de Summon-functie kan de eigenaar de auto, via de autosleutel of smartphone-app, oproepen. Dit kan alleen op korte afstand van het voertuig en mag niet op de openbare weg. Er komt een automatische laadarm op de markt, waarmee de auto zichzelf kan opladen.

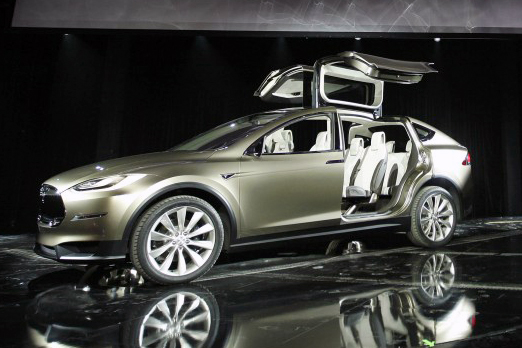
Tesla Model X-concept uit 2012 - Geneva Motor Show

De Model X kan worden opgeladen via een stopcontact, maar ook via de zogenoemde "Superchargers" (snelladers).

## Trivia
- SpaceX zal Model X’ gebruiken om Commercial Crew-astronauten naar lanceerplatform 39A van het Kennedy Space Center te vervoeren voor ze met een Crew Dragon naar het ISS reizen.